# 北条町 (茨城県)
北条町（ほうじょうまち）は、かつて茨城県筑波郡に存在した町である。現在の茨城県つくば市の北東部に位置する。

## 歴史

### 町名の由来
筑波郡を桜川を境として南北に分け、北を北条と呼んだことによる。

### 沿革
- 1889年（明治22年）4月1日 - 町村制の施行に伴い、北条町、小泉村、泉村、君島村が合併して発足。
- 1955年（昭和30年）2月1日 - 筑波町、田水山村、田井村、小田村と合併し、改めて筑波町が発足。同日北条町廃止。
- 1988年（昭和63年）1月31日 - 筑波町がつくば市に編入。

## 地域

### 大字
- 泉（いずみ）
- 君島（きみじま）
- 小泉（こいずみ）
- 北条（ほうじょう）

### 教育
高等学校
- 茨城県立土浦第二高等学校北条分校（1950年開校、現・茨城県立筑波高等学校）[1]

### 電気
かつて北条町には電燈会社があった。才賀藤吉が1912年（明治45年）5月に事業許可を受け、1913年（大正2年）3月に筑波電気を設立。1913年（大正2年）12月に事業開始し、供給区域は筑波郡北條町、筑波町、田井村、小田村、高道祖村。発電所は持たず下妻電気より受電した。1925年（大正14年）12月に帝国電灯に譲渡された。

## 交通
- 常総筑波鉄道
  - 筑波線 ： 常陸北条駅（1987年廃止）
- アサヒ自動車
  - 土浦 - 北条間バス路線（現在の関東鉄道のバス路線筑波土浦線の一部）